# Marchese di Santa Cruz de Mudela
Il titolo venne creato l'11 ottobre 1569 da Filippo II di Spagna per Don Álvaro de Bazán, discendente di Ferdinando I di León, che aveva partecipato alla battaglia di Lepanto, acquistò la signoria di Valdepeñas e fece costruire il grandioso palazzo in Viso del Marqués, a Ciudad Real.

## Storia
Gli successe il figlio, Álvaro de Bazan e Benavides.
Gli successe, a sua volta, il figlio Álvaro de Bazan y Manrique de Lara e poi la sorella, María Eugenia, sposata con il marchese de Bayonne, Jerónimo Pimentel, unendo così entrambi i titoli.
Il settimo marchese di Santa Cruz sposò María de Villela, ereditiera della contea Lences e Triviana, aggiungendo così un nuovo titolo al marchese.
Francisco de Borja de Silva Bazán, quando scoppiò la guerra d'Indipendenza, difese i diritti al trono di Giuseppe Bonaparte; tuttavia Napoleone lo ha dichiarò un traditore, confiscandogli tutti i suoi beni.
Più tardi il marchese di Santa Cruz fu nominato Grande di Spagna e aggiunse il titolo di marchese di Villasor.

## Marchesi di Santa Cruz de Mudela
- Álvaro de Bazán (1526-1588)
- Álvaro de Bazán (1571-1646)
- Álvaro de Bazán (?-1660)
- María Eugenia de Bazán (?-1677)
- Francisco Diego de Bazán (?-1680)
- José Bernardino de Bazán-Benavides (?-1693)
- Álvaro Antonio de Bazán-Benavides (?-1737)
- Pedro de Silva-Bazán (1703-1744)
- José Joaquín de Silva-Bazán (1734-1802)
- José Gabriel de Silva-Bazán (1782-1839)
- Francisco de Borja de Silva-Bazán (1815-1889)
- Álvaro de Silva-Bazán (1839-1894)
- Mariano de Silva-Bazán (1875-1940)
- Casilda de Silva (1914-2008)
- Álvaro Fernández-Villaverde (1943)